# Pancotto alla viareggina
Il pancotto alla viareggina è un piatto di mare tradizionale della cucina viareggina, a base di pane secco e pesce, variante del pancotto. 

## Preparazione
Spezzettate le fette di pane secco e mettetele a bagno in acqua per un'ora. Preparate fumetto di pesce usando anche i carapaci dei gamberi. 
Fare un soffritto di aglio e peperoncino, aggiungere il concentrato di pomodoro diluito con poca acqua calda, un bicchiere di vino e far bollire per alcuni minuti.
Aggiungere i pomodori in pezzi, i totani e le arselle (telline) sgusciate. 
Aggiungere il pane ben strizzato e far cuocere per 30 minuti aggiungendo il fumetto di pesce quando necessario. A fine cottura aggiungere i gamberi e il prezzemolo. 